# 瑞士历史
當今瑞士的歷史可以追溯至1291年舊瑞士邦聯的建立。
瑞士的三个创始联邦州包括乌里州、施维茨与下瓦尔登州，后来其逐步扩大到1815年的现今疆域。

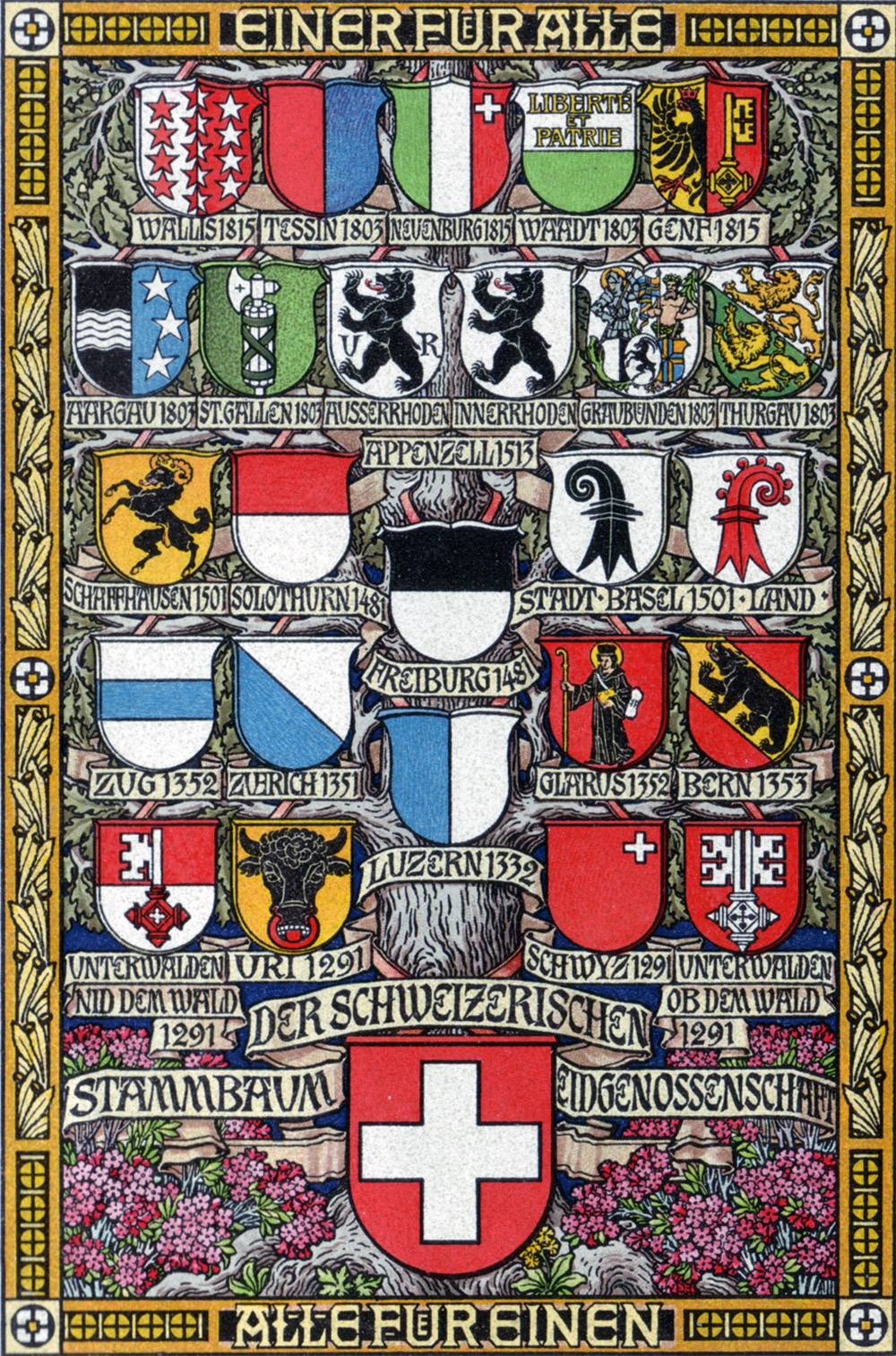
《邦聯家族樹》

## 早期（1291以前）
远在旧石器时代中期，今瑞士境内已经有先民在此生息。到了新石器时代以及此后的铁器时代，本地区则是凯尔特人的活动区域。凯尔特人曾经是欧洲中部的土著居民，他们的部落在公元前2世纪曾经扩展到今天的法国、比利时、意大利北部、西班牙以及莱茵河流域的广大范围，在他们的全盛时期还曾经成功地攻占罗马城。現今聚居在瑞士国土内的是凯尔特人海尔维的部落。

### 罗马帝国時期（前70－259）
公元前後分佈於歐洲北部的日耳曼人不斷向凱爾特人居住區域擴張，公元前70年，感受到日耳曼人壓力的海爾維部落決定向西撤離到高盧西南的大西洋沿岸，因而向凱撒統治的羅馬帝國借道；考慮到日耳曼人對羅馬帝國的潛在威脅，尤利烏斯·凱撒決定在瑞士建立一個受羅馬控制的海爾維人國家。羅馬帝國軍隊不僅沒有同意凱爾特人借道通行的請求，反而向他們發起攻擊，迫使後者成為羅馬帝國的同盟者，獲得羅馬帝國支持的凱爾特人擊敗南侵的日耳曼人。
尤利烏斯·凱撒死後，羅馬皇帝奥古斯都将海尔维的人部落并入帝国行省，今天瑞士的范围正式纳入罗马帝国，当地的凯尔特人進入了罗马化时代。
罗马瑞士时期当地建立罗马式的行政系统，兴起一系列城市，修建通向罗马城的帝国大道。罗马人还为瑞士引入地中海沿岸的农作物和亚平宁半岛的生活方式，随之而来的还有基督教。100年至250年是罗马瑞士的黄金时代，结束于259年日耳曼人对帝国的入侵。

### 日耳曼人入侵（259－1033）
259年，一支日耳曼人的部落联盟渡过莱茵河，攻克了羅馬帝国在瑞士北部的边塞，使罗马瑞士进入战乱的年代，直到401年帝国军队撤出阿尔卑斯山以北地区。从此日耳曼人统治瑞士的时代开始。
日耳曼人统治的瑞士大体可以分为东西两个部分，西部由勃艮第部落联盟统治，他们人口数量少，文化落後在占领瑞士之後接受当地的罗马－凯尔特人语言和文化传统；中部和东部由阿勒曼尼部落联盟统治，他们所占领的是瑞士的山区和罗马化程度较低的区域，在那裡日耳曼语言取得胜利，这种东西分治也是如今瑞士法语区和德语区的雏形。
日耳曼人治下的瑞士地区先後产生很多小的王国，这些王国相互征伐，最终于536年統一于法兰克王国。
843年，根据凡尔登条约，瑞士再度分裂而分属為中法兰克王国和东法兰克王国。
1033年，分裂的瑞士再度同归于神圣罗马帝国的治下，由於神圣罗马帝国皇帝和教宗之间的权力斗争導致王权衰落，地方诸侯势力上升，各路诸侯为了扩展自己的势力，建立大批城市，在今天瑞士的区域，策林根家族推动建立众多的城市，形成瑞士特有的城镇自治体制，为日後瑞士邦联的建立埋下伏笔。

### 瑞士邦联（1033－1291）
哈布斯堡家族缘起于瑞士北部阿爾高州（Aargau），逐渐强盛的哈布斯堡家族控制瑞士中部阿尔萨斯、阿尔高和瑞士中央区，成为神圣罗马帝国最有影响力的诸侯之一。
1273年哈布斯堡家族的鲁道夫一世被选举成为神圣罗马帝国皇帝，结束从1254年开始的大空位时代，继位後的鲁道夫一世致力于扩大王权和家族势力，瑞士各个自由领地自主性受到严重的威胁。

## 中期（1291-1798）

### 舊瑞士邦聯（1291-1798）
在哈布斯堡王朝的强大压力下，1291年8月，瑞士的三个谷地共同体：乌里、施维茨和下瓦尔登签订三州同盟协定。同盟条约规定三者须相互帮助对抗一切内外敌人；通过共同的法律来保证地方安定；同盟之间的分歧须以协商方式和平解决，并规定同盟的缔约方均不得接受非本地的或者为了贪图钱财而被任命的执法官员。
这份同盟协议是瑞士历史上有案可查的最早协议，因此現今的瑞士人習慣把1291年8月视为瑞士联邦的诞生日，每年的8月1日被定为瑞士国庆日。但是有学者认为，1291年的同盟协议从文本上看是更早前另一个协议的重申和加强，有可能在此之前还有其他类似的协议，那么瑞士联邦的历史应当比现在所知道的更加久远，但迄今尚未找到更早的同盟协议文本。

## 晚期（1798－1848）
在法国大革命期间，法国军队曾侵入瑞士，并建立赫爾維蒂共和國。它具有一个中央政府的形式，但在各州之中影响很小。瑞士的溫和自由派勢力集中於新教徒所在的各州城鎮，其通過改革措施遭邦聯內天主教徒為主的農村抵制，故自由派通過一部中央集權式的憲法，並著手關閉天主教修道院，幾個保守的州採取反制行動，在1843年組建名為「宗德崩德」(Sonderbund)的分離組織，但是此舉違反1815年的《聯邦協議》。1847年，天主教各州建立了独立联盟。激进自由主义派利用控制中央政府的权力，命令独立联盟解散。被拒绝后，一场小规模的内战爆发。独立联盟在一个月内被轻易地击败。除了之后一些骚乱之外，这是瑞士参与的最后一场武装冲突。同年11月，邦聯軍攻陷弗里堡並成立自由派政府，如同各地自由派改革政府習慣的，新政府立刻把耶穌會會士驅逐出境；該月29日，宗德崩德投降，幾週後瑞士通過一部自由色彩更濃的新憲法。

## 現代（1848至今）

### 建立联邦（1848）
在内战之后，1848年，瑞士通过一部新宪法。

### 兩次大戰（1914-1945）

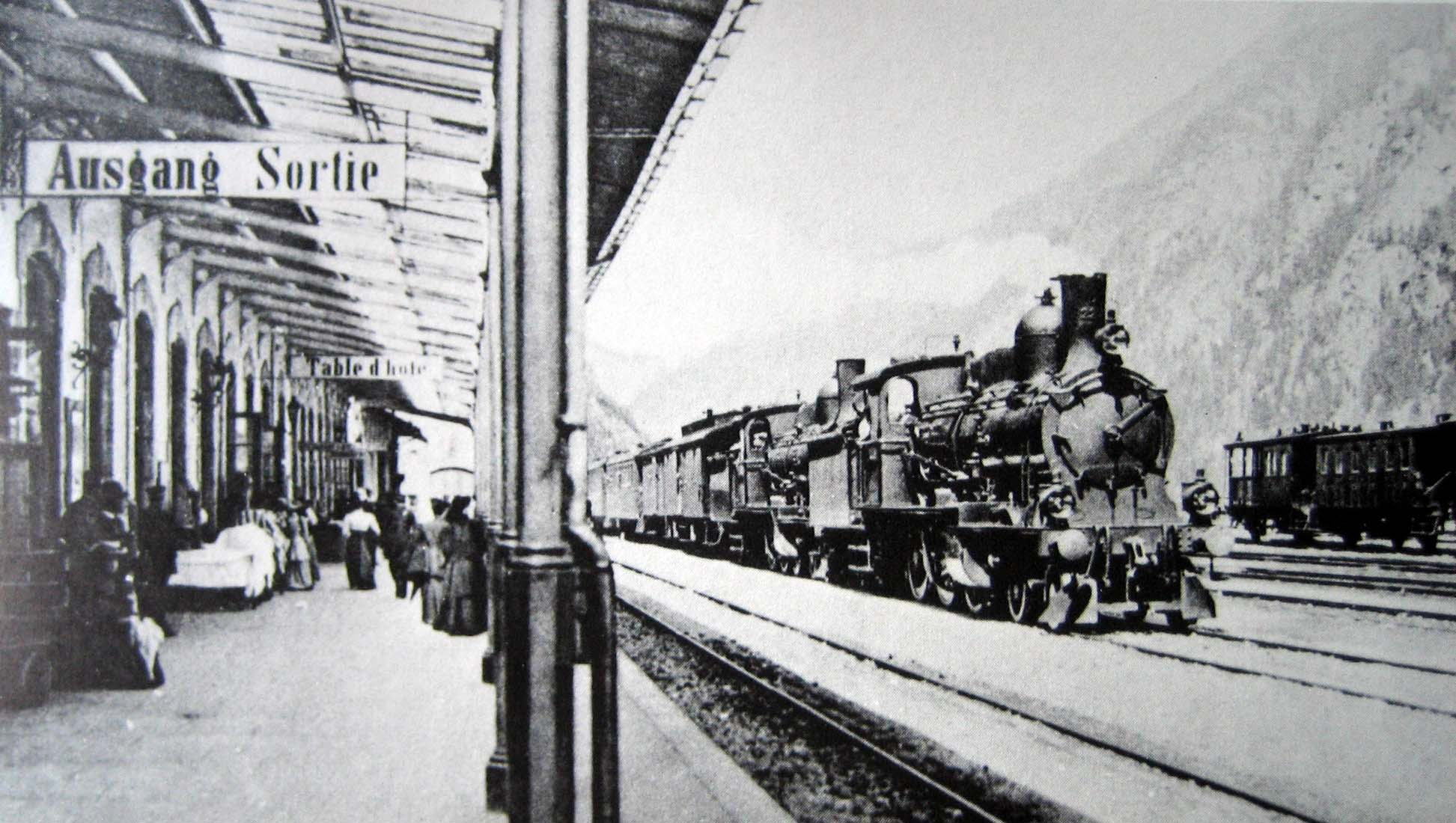
1882年的圣哥达铁路隧道

第一次世界大战期间，列强皆尊重瑞士的中立立场。在格林-霍夫曼事件中，协约国谴责了一位政治家提出的东线和平谈判的建议；他们希望当地战事继续牵制德国。
瑞士的工业部门自19世纪中期起蓬勃发展，瑞士更是成为当时欧洲最繁荣的国家之一，造就了“瑞士奇迹”。
第二次世界大战期间，纳粹德国曾考虑入侵瑞士，但最终未果。在亨利·吉桑将军领导下，瑞士军队准备大规模动员民兵部队抵御入侵，并在阿尔卑斯山脉高处准备了坚固与储备充足的阵地，即國家堡壘。瑞士对德军事威慑与经济让步并举，在其它重大战事吃紧的背景下，德国被迫推迟了入侵，使瑞士在战争中得以保持独立和中立。
瑞士多元的文化遗产、强烈的国族认同与悠久的直接民主和公民自由传统挫败了瑞士小规模纳粹党煽动与德合并的尝试。瑞士媒体猛烈抨击纳粹德国，并经常激怒德国领导人。
此外，瑞士也是二战期间冲突各方进行间谍活动的重要基地，瑞士政府也经常担当轴心国和同盟国间的调解人。然而，瑞士的对外贸易同时遭到盟军和轴心国的封锁。双方都公开向瑞士施压，要求其不要与对方进行贸易。
在兩次世界大戰中，瑞士均保持中立。第二次世界大戰期間，納粹德國和義大利曾擬定計劃侵略瑞士，但最終計劃取消，這使得瑞士得以在大戰期間保持中立。

### 戰後（1945至今）

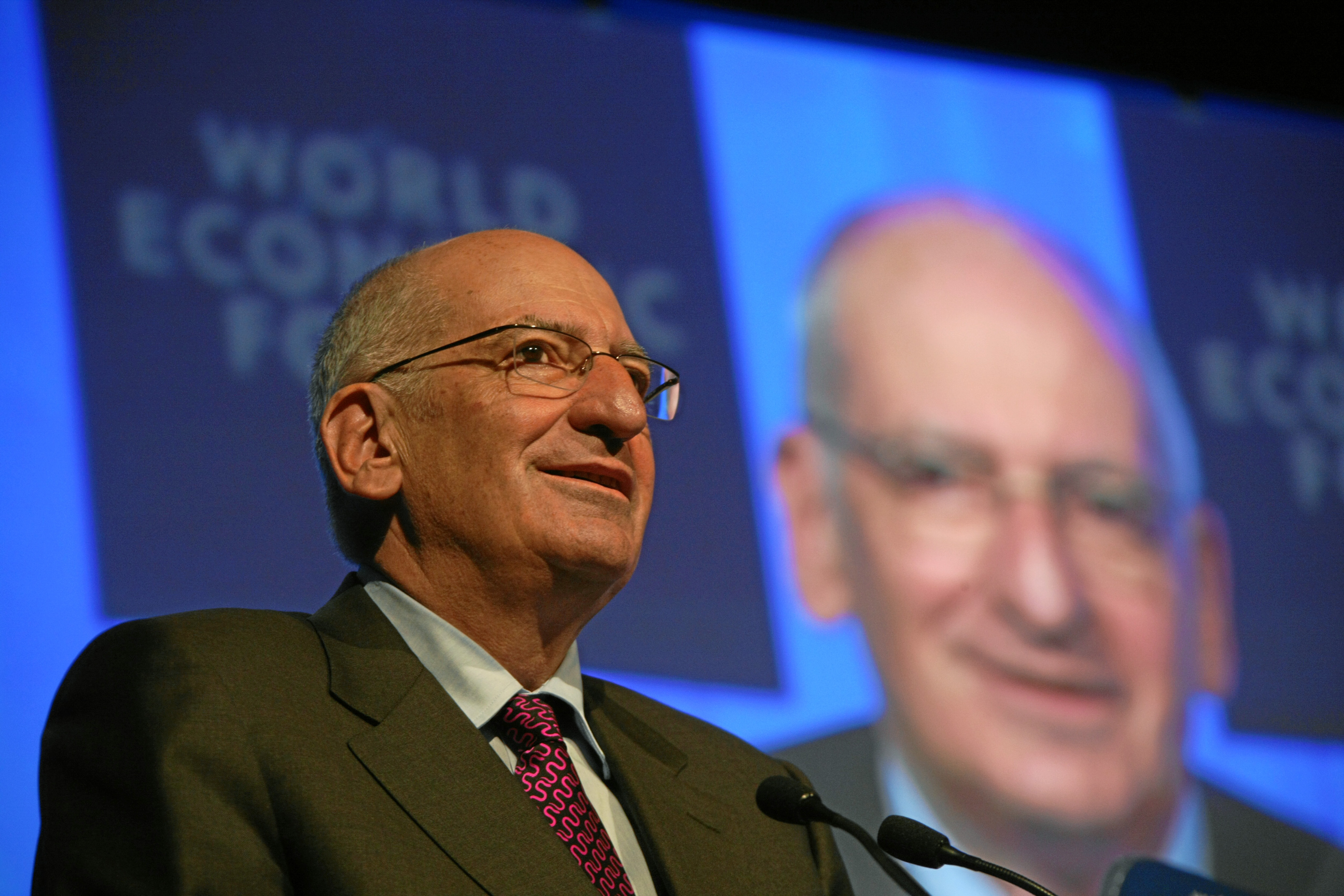
2008年，时任总统帕斯卡尔·库什潘在世界经济论坛开幕式上讲话。世界经济论坛是诸多设于瑞士的国际组织之一。

冷战期间，瑞士政府曾考虑过制造核弹。包括保罗·谢勒在内的许多苏黎世联邦理工学院顶尖物理学家使这一设想在当时具有现实可能，但国防预算的财政问题阻碍了大量资金向该领域分配，因而1968年的《不扩散核武器条约》被视为一个有效的替代方案。到1988年，所有剩余的制造核武器的计划都被放弃了。
自1959年起，议会选举产生的联邦委员会由四个主要政党的成员组成，即自由民主党、基督教民主人民党、社会民主党与人民党，基本上创造了一个没有相当大的议会反对党，亦反映了反对派在直接民主中的强大地位。
1963年，瑞士加入欧洲委员会。1979年，伯尔尼州部分地区自其独立，形成了新的汝拉州。
近年来，瑞士在许多联合国和国际组织中的角色减轻了世界该国对中立的担忧。2002年，瑞士选民以55%的选票支持并加入了联合国。在此之前，瑞士公民历经数十年的辩论，终于1986年以3比1的全民投票结果拒绝加入欧盟。
瑞士妇女在1971年获得了国家级选举投票权，并于1981年通过了一项平等权利修正案，但直到1990年，法院才在全国范围的所有选举中为妇女确立了全面投票权。
瑞士不是欧盟成员国，但自1995年奥地利加入欧盟以来，瑞士与列支敦士登一起被欧盟成员国包围。2005年，瑞士通过全民投票同意加入《申根协议》和《都柏林公约》。2006年12月13日，米舍利娜·卡爾米-雷伊當選瑞士聯邦主席。2014年2月，瑞士选民通过了一项公投，重新制定了对瑞士移民的配额制度，尝试寻求一种不会违反瑞士已经采用的欧盟自由迁徙协议的实施方案。
2022年俄罗斯入侵乌克兰后，瑞士决定采取欧盟对俄罗斯的所有制裁措施。根据时任总统伊尼亚齐奥·卡西斯的说法，这些措施是“前所未有的，但符合瑞士的中立立场”。美国政府还证实，瑞士将继续为寻求和平解决冲突提供服务。瑞士只参加人道主义任务，并向乌克兰人民和邻国提供救济物资。

## 各州加入顺序
瑞士联邦宪法中各州的优先顺序遵循历史上各州的加入顺序，但苏黎士、伯尔尼和卢塞恩三个城市州排在最前面。

### 八州时期
- 1291年
  -  乌里州
  -  施维茨州
  -  翁特瓦尔登州
- 1332年
  -  卢塞恩州
- 1351年
  -  苏黎世州
- 1352年
  -  格拉魯斯州
  -  楚格州
- 1353年
  -  伯尔尼州

### 十三州扩张时期
- 1481年
  -  弗里堡州
  -  索洛圖恩州
- 1501年
  -  巴塞尔州
  -  沙夫豪森州
- 1513年
  -  阿彭策尔州

### 《调停法案》
- 1803年
  -  圣加仑州
  -  格勞賓登州
  -  阿爾高州
  -  圖爾高州
  -  提契諾州
  -  沃州

### 恢复时期
- 1815年
  -  瓦莱州
  -  纳沙泰尔州
  -  日內瓦州

### 联邦制时代
- 1979年
  -  汝拉州（自伯尔尼州分离（英语：Jura separatism））
- 1999年（6个半州官方地位转变为州）
  -  上瓦尔登州
  -  下瓦爾登州
  -  外阿彭策尔州
  -  内阿彭策尔州
  -  巴塞爾城市州
  -  巴塞尔乡村州